# 兰迪斯维尔
兰迪斯维尔（德語：Landiswil）是瑞士联邦伯尔尼州伯尔尼高地区的市镇。该市镇面积为10.3平方千米，海拔高度764米，2018年12月31日人口数为625。